# Zwemmen op de Olympische Zomerspelen 2016 – 400 meter vrije slag vrouwen
De 400 meter vrije slag vrouwen op de Olympische Zomerspelen 2016 vond plaats op 7 augustus 2016, series en finale. Omdat het zwembad waarin de wedstrijd gehouden werd 50 meter lang is, bestond de race uit acht baantjes. Na afloop van de series kwalificeerden de acht snelste zwemmers zich voor de finale. Regerend olympisch kampioene was Camille Muffat uit Frankrijk.

## Records
Voorafgaand aan het toernooi waren dit het wereldrecord en het olympisch record
| Wereldrecord     | Katie Ledecky  | 3.58,37 | Gold Coast | 23 augustus 2014 |
| Olympisch record | Camille Muffat | 4.01,45 | Londen     | 29 juli 2012     |

## Uitslagen

### Series
| Rang | Serie | Baan | Naam                  | Land             | Tijd    | Bijz. |
| ---- | ----- | ---- | --------------------- | ---------------- | ------- | ----- |
| 1    | 4     | 4    | Katie Ledecky         | Verenigde Staten | 3:58.71 | Q, OR |
| 2    | 3     | 3    | Jazmin Carlin         | Groot-Brittannië | 4:02.83 | Q     |
| 3    | 3     | 4    | Leah Smith            | Verenigde Staten | 4:03.39 | Q     |
| 4    | 4     | 6    | Coralie Balmy         | Frankrijk        | 4:03.40 | Q     |
| 5    | 3     | 6    | Brittany MacLean      | Canada           | 4:03.43 | Q     |
| 6    | 3     | 5    | Jessica Ashwood       | Australië        | 4:03.58 | Q     |
| 7    | 4     | 3    | Boglárka Kapás        | Hongarije        | 4:04.11 | Q     |
| 8    | 4     | 1    | Tamsin Cook           | Australië        | 4:04.36 | Q     |
| 9    | 2     | 5    | Zhang Yuhan           | China            | 4:06.30 |       |
| 10   | 2     | 4    | Sarah Köhler          | Duitsland        | 4:06.55 |       |
| 11   | 2     | 3    | Lotte Friis           | Denemarken       | 4:07.13 |       |
| 12   | 1     | 4    | Chihiro Igarashi      | Japan            | 4:07.52 |       |
| 13   | 1     | 3    | Joanna Evans          | Bahama's         | 4:07.60 |       |
| 14   | 4     | 2    | Lauren Boyle          | Nieuw-Zeeland    | 4:07.90 |       |
| 15   | 3     | 2    | Mireia Belmonte       | Spanje           | 4:08.12 |       |
| 16   | 2     | 6    | Andreina Pinto        | Venezuela        | 4:08.34 |       |
| 17   | 3     | 8    | Melania Costa         | Spanje           | 4:08.96 |       |
| 18   | 4     | 8    | Anja Klinar           | Slovenië         | 4:09.07 |       |
| 19   | 4     | 5    | Sharon van Rouwendaal | Nederland        | 4:11.44 |       |
| 20   | 2     | 8    | Arina Openysjeva      | Rusland          | 4:11.83 |       |
| 21   | 2     | 2    | Ajna Késely           | Hongarije        | 4:12.40 |       |
| 22   | 3     | 1    | Alice Mizzau          | Italië           | 4:14.20 |       |
| 23   | 1     | 6    | Katarina Simonović    | Servië           | 4:15.57 |       |
| 24   | 1     | 2    | Kristel Köbrich       | Chili            | 4:16.07 |       |
| 25   | 2     | 7    | Emily Overholt        | Canada           | 4:16.24 |       |
| 26   | 2     | 1    | Nguyễn Thị Ánh Viên   | Vietnam          | 4:16.32 |       |
| 27   | 4     | 7    | Diletta Carli         | Italië           | 4:17.15 |       |
| 28   | 3     | 7    | Cao Yue               | China            | 4:19.57 |       |
| 29   | 1     | 5    | Valerie Gruest        | Guatemala        | 4:19.58 |       |
| 30   | 1     | 7    | Lani Cabrera          | Barbados         | 4:28.95 |       |
| 31   | 1     | 8    | Gabriella Doueihy     | Libanon          | 4:31.21 |       |
| 32   | 1     | 1    | Rebeca Quinteros      | El Salvador      | 4:52.11 |       |

### Finale
| Rang   | Naam             | Land             | Tijd    | Baan | Bijz. |
| ------ | ---------------- | ---------------- | ------- | ---- | ----- |
| Goud   | Katie Ledecky    | Verenigde Staten | 3.56,46 | 4    | WR    |
| Zilver | Jazmin Carlin    | Groot-Brittannië | 4.01,23 | 5    |       |
| Brons  | Leah Smith       | Verenigde Staten | 4.01,92 | 3    |       |
| 4      | Boglárka Kapás   | Hongarije        | 4.02,37 | 1    |       |
| 5      | Brittany MacLean | Canada           | 4.04,69 | 2    |       |
| 6      | Tamsin Cook      | Australië        | 4.05,30 | 8    |       |
| 7      | Jessica Ashwood  | Australië        | 4.05,68 | 7    |       |
| 8      | Coralie Balmy    | Frankrijk        | 4.06,98 | 6    |       |